# Anna Dostoïevskaïa
Anna Grigorievna Dostoïevskaïa, née Snitkina le 30 août 1846 (11 septembre dans le calendrier grégorien) à Saint-Pétersbourg et morte le 9 juin 1918 à Yalta, est l'épouse de Fiodor Dostoïevski. Sténographe de formation, elle fut engagée par l'écrivain Fiodor Dostoïevski, qui l'épousa en février 1867. 
Elle est également connue comme étant l'une des premières philatélistes russes.

## Biographie

### Enfance et études
Elle est née à Saint-Pétersbourg, deuxième enfant d'une famille de petits fonctionnaires : la famille compte trois enfants (Maria, Anna et Ivan). Le père, Grigori Ivanovitch Snitkine (1799-1866), d'origine ukrainienne, est féru de littérature et de théâtre, grand lecteur de Dostoïevski. La mère est finlandaise. L'enfance de la jeune Anna est bercée par les récits de Dostoïevski. 
Elle suit des cours de sténographie et, à partir du 4 octobre 1866, est engagée par Dostoïevski pour la rédaction de son roman Le Joueur.

### Voyages
Le 15 février 1867, 4 mois après avoir fait sa connaissance, elle épouse Fiodor Dostoïevski :  elle a 21 ans et l'écrivain 45. Deux mois plus tard, sur le conseil des médecins de Dostoïevski, ils partent pour l'Europe de l'Ouest, où ils restent jusqu'en juillet 1871.

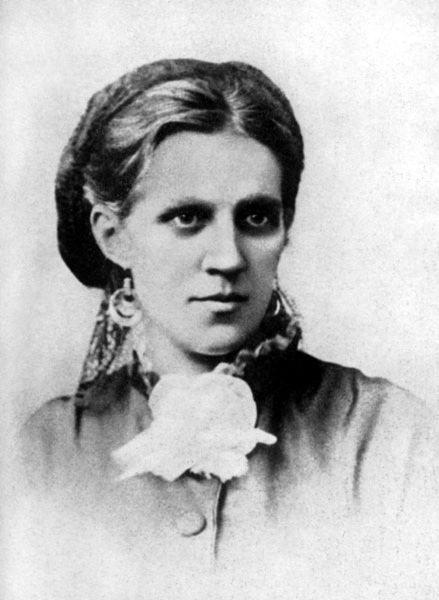
Anna Dostoïevskaïa en 1870

Sur le chemin de l'Allemagne, les époux s'arrêtent quelques jours à Vilnius. 
En route pour le sud, ils séjournent un temps dans le pays de Bade. Là, Dostoïevski gagne et perd successivement 4 000 francs à la roulette. Il ne peut s'arrêter et va jusqu'à jouer ce que possède son épouse. 
Dostoïevski commence son roman L'Idiot à Genève en automne 1867. Le couple vit à Genève pendant près d'un an. Le 22 février 1868 naît leur première fille, Sophie, qui meurt d'un refroidissement à l'âge de trois mois (elle est enterrée au Cimetière des Rois). Les Dostoïevski partent alors pour l'Italie. Dostoïevski achève L'Idiot à Florence en janvier 1869.
En 1869, Lioubov Dostoïevskaïa (Lioubov qui veut dire Charité ou Amour en russe), leur seconde fille, naît à Dresde.

### Retour en Russie
Leurs fils Fiodor Féodorovitch (1871-1922) et Alexeï Féodorovitch (1875-1878) naissent après leur retour à Saint-Pétersbourg.
Anna prend alors en main la trésorerie et permet à son mari de se libérer peu à peu de ses dettes. À partir de 1871, il arrête complètement le jeu. C'est également Anna qui gère les relations avec les éditeurs et les imprimeurs. 
Le dernier roman de Dostoïevski, Les Frères Karamazov, lui est dédié. 
Après la mort de Dostoïevski en février 1881, Anna rassemble ses manuscrits, lettres, photos et documents divers, et publie à partir de 1906 plusieurs ouvrages relatifs à la vie de l'écrivain, sources importantes pour ses biographes. 
Elle fait également ouvrir une salle consacrée à l'écrivain au Musée historique d'État, puis la collection est transférée au Musée Dostoïevski en 1926. 
Elle meurt le 9 juin 1918 à Yalta.

## Œuvres
- Journal de l'année 1867
- Anna G. Dostoïevskaïa (trad. du russe par André Beucler, préf. Jacques Catteau), Dostoïevski : Mémoires d'une vie, Paris, Mémoire du Livre, 2001 (1re éd. 1930), 520 p. (ISBN 978-2-913867-21-5, BNF 37632833)